# Pablo Raúl Quert Álvarez
Pablo Raúl Quert Álvarez nace en Guantánamo, Cuba, el 25 de enero de 1957.Estudia en la Escuela de Artes Plásticas San Alejandro, La Habana, Cuba y el Instituto Superior de Arte (ISA), La Habana, Cuba. Desarrolla el grabado,la pintura y el dibujo. 

## Exposiciones Personales
Entre sus exposiciones personales se destacan "Pinturas de Pablo Quert"en el Pequeño Salón, Museo Nacional de Bellas Artes, La Habana, Cuba, 1979;"Grabados". Lalit Kala Akademi, Nueva Delhi, Iindia. Grabados. National Gallery, Sri Lanka, 1988 y "Confluencias. Pablo Quert.Dibujos Pinturas Grabados". Sala de Exposición Covicica, Caracas, Venezuela, en 1995, entre otros.

## Exposiciones Colectivas
Una selección representativa de sus muestras colectivas están 1a. Bienal de La Habana. Museo Nacional de Bellas Artes, La Habana, Cuba. "Intergrafik’84" . Ausstellungszentrum am Fernsehturm (Sala de Exposiciones, Torre de Televisión), Berlín, R.D.A, en 1985. "VII Bienal de San Juan del Grabado Latinoamericano y del Caribe". Arsenal de la Marina, San Juan, Puerto Rico y "The 12th International Independante Exhibition of Prints in Kanagawa’86" . Kanagawa Prefectural Gallery, Kanagawa, Japón.

## Premios
Entre los premios que obtuvo a lo largo de su carrera obtuvo el Premio."La Literatura en las Artes Plásticas sobre la obra de José Martí", La Habana, Cuba. Premio. Salón Plaza’85, Centro de Arte 23 y 12, La Habana, Cuba y Mención. Premio La Joven Estampa, Casa de las Américas, La Habana, Cuba.

## Colecciones
Sus principales colecciones se encuentran expuestas en el Centro Wifredo Lam, La Habana, Cuba; en la Galería Latinoamericana, Cracovia, Polonia; Galería de los Países No Alineados “Josep Bros Tito”, Belgrado, Yugoslavia; Galería de Arte Contemporáneo, El Cairo, Egipto; Moravian Gallery, Checoslovaquia; Museo de Arte Contemporáneo, Madrid, España; Museo Nacional de Bellas Artes, La Habana, Cuba.
- Datos: Q6056367